# IGR岩手銀河鐵道
IGR岩手銀河鐵道股份有限公司（日语：／ IGR Iwate Ginga Tetsudō */?），簡稱為IGR岩手銀河鐵道，縮寫IGR，是一家總部設於岩手縣盛岡市的第三部門鐵路業者。2001年時成立的IGR岩手銀河鐵道主要的功能是為了承接東北新幹線盛岡至八戶間开通，由東日本旅客鐵道（JR東日本）轉移而來的東北本線盛岡至目時路段之經營，而由岩手縣與包括盛岡市在內的沿線各地方自治體政府共同出資，以第三部門方式營運的鐵路公司。除了鐵路運輸的本業之外，IGR岩手銀河鐵道也同時經營了像是旅行社（銀河鐵道觀光）與不動產仲介及管理（IGR岩手銀河鐵道不動產）等關係事業。

## 歷史
IGR的成立由來，可以追溯到東北新幹線盛岡至八戶間路段的通車。根據日本的新幹線相關法規，新設的新幹線路線在通車之後，原本與其平行的在來線路線（稱為「並行在來線」）JR公司可以停止运营，而若打算繼續經營，地方政府必须以成立第三部門铁路的型態，以確保當地居民的交通便利。
東北新幹線盛岡與八戶間路段通車之後，對應的東北本線部分路段即由原本經營的JR東日本釋放而出，轉移給沿途的岩手與青森兩縣經營。其中位在岩手縣境內的盛岡至目時之間路段，由岩手縣所成立的IGR岩手銀河鐵道接手經營，並改名為「岩手銀河鐵道線」。而目時到青森間、位於青森縣境內的路段，則是由青森縣成立的青森鐵道（青い森鉄道）負責，並改名為「青森鐵道線」。由於距離兩縣邊界最近的目時實際上是位於青森縣境內而歸屬青森鐵道，因此IGR擁有的路段，嚴格來說只有到目時車站站區南方之兩縣分界點而已。
2002年12月1日東北新幹線盛岡至八戶間路段正式通車，岩手銀河鐵道線也伴隨正式啟用。雖然路線只包含原東北本線岩手縣境內的路段，但部分行駛在該路線上的列車，與青森鐵道線上的列車採互相駛入對方路線的直通方式運作，往返於盛岡與八戶之間。
雖然岩手銀河鐵道線早在2002年就已通車，但通車之後的岩手銀河鐵道線上之行車控制並沒有與JR東日本分離，而是由JR東日本盛岡綜合指令室（JR盛岡総合指令室）統一負責。一直到2010年（平成22年）12月11日，才完成自2008年時就開始的行車控制系統切換工程，轉移至IGR岩手銀河鐵道運輸管理所內運作。

## 公司名稱由來
IGR岩手銀河鐵道的公司名稱是透過公開募集的方式招募而來的，其中「銀河鐵道」的典故，出自岩手縣當地出生的著名童話作家宮澤賢治名作《銀河鐵道之夜》。然而，由於在公司名稱要進行登記時盛岡市內早已存在有一家名為「岩手銀河鐵道」的公司，因此只好在公司名稱前方冠上「IGR」（Iwate Galaxy Railway，也就是「岩手銀河鐵道」的英文直譯之縮寫）的字樣作為區隔，但由於當時日本還沒開放使用非日文文字作為事業體登記名，因此該公司的營業許可上是以（IGR三個字的外來語化寫法）作為公司名稱的正式寫法。

## 經營路線
| 中文線名       | 日文線名 | 起點 | 終點 | 距離（公里） |
| -------------- | -------- | ---- | ---- | ------------ |
| 岩手銀河鐵道線 |          | 盛岡 | 目時 | 82           |

圖中標示紅色部分即為岩手銀河鐵道線

IGR所經營的岩手銀河鐵道線，南自盛岡起，北抵目時，全路段總長82公里，包含了18個車站（不含青森縣管理的目時为17个）。岩手銀河鐵道線上除了IGR本身的列車之外，还有青森鐵道和JR東日本的直通列车，日本貨物鐵道（JR貨物）所擁有的貨運列車也會行駛其上。除此之外，由JR東日本與JR北海道以往所聯運的長途臥舖列車——北斗星號列車與仙后座號列車，也路過岩手銀河鐵道線與青森鐵道線，往返於本州西南部與北海道之間，因此此兩列車的旅客另外需支付在此區間的特急列車費用。

## 使用車輛

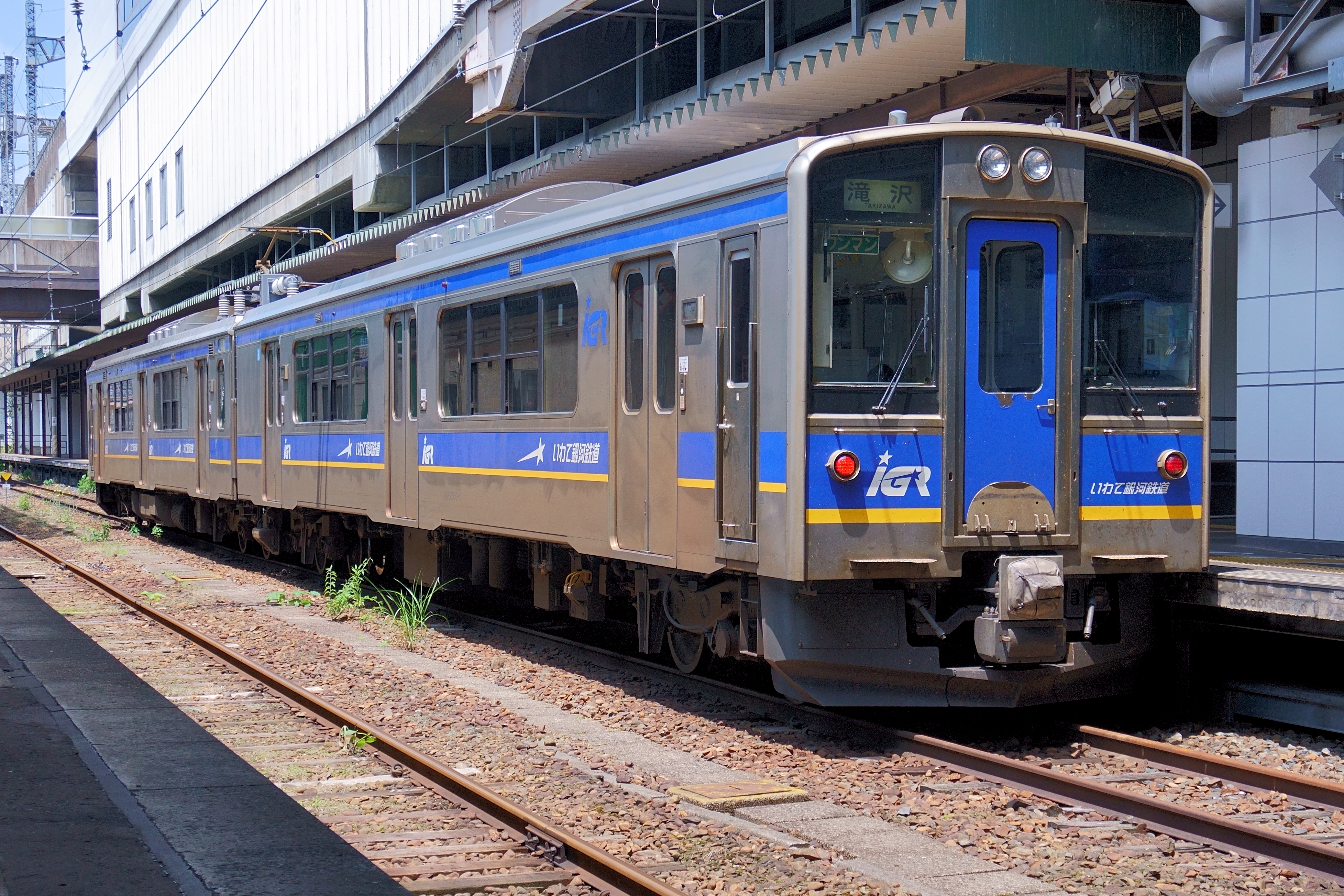
停靠在盛岡車站內的IGR7000系電聯車

IGR只有使用IGR7000系一個車種。該車款實際上是JR東日本701系電聯車的衍生版本，採兩輛車為一個編組的配置，自2002年IGR开业時開始使用。IGR總共擁有7個列車編組，其中4組是當初由JR東日本方面直接轉移而來，另外3組則是特別針對IGR的需要新造。IGR所擁有的列車，是由與JR東日本的盛岡車輛中心（盛岡車両センター）設在一起的IGR岩手銀河鐵道運輸管理所負責保管維修。